# Rio Călineasa (Feneş)
O Rio Călineasa é um rio da Romênia, afluente do Rio Ampoi, localizado no distrito de Alba.